# La Ferrière (Indre i Loara)
Ferrière – miejscowość i gmina we Francji, w Regionie Centralnym, w departamencie Indre i Loara.
Według danych na rok 1990 gminę zamieszkiwało 198 osób, a gęstość zaludnienia wynosiła 13 osób/km² (wśród 1842 gmin Regionu Centralnego Ferrière plasuje się na 941. miejscu pod względem liczby ludności, natomiast pod względem powierzchni na miejscu 874.).